# Gasturbinenkraftwerk Darmstadt
Das Gasturbinenkraftwerk Darmstadt des Energieversorgungsunternehmens Entega befindet sich im Darmstädter Stadtteil Nord und dient der Abdeckung von Spitzenlast.

## Geschichte
Der Baubeginn des Kraftwerks war im Juni 2010. Der Rohbau war Ende 2010 fertiggestellt, Richtfest wurde Anfang Dezember 2012 gefeiert. Die Montage der Maschinen begann im April 2011. Generatoren und Turbinen wurden im Juni 2011 geliefert. Die erste Zündung des Kraftwerks war für Dezember 2011 und die kommerzielle Inbetriebnahme für März 2012 geplant. Die tatsächliche kommerzielle Inbetriebnahme war schließlich am 9. Juli 2013. In das Kraftwerk wurden 55 Millionen Euro investiert.
Bereits im August 2013 drohte Entega damit, das Kraftwerk wegen Unwirtschaftlichkeit ab 2014 stillzulegen, sofern nicht zusammen mit der Bundesnetzagentur und dem zuständigen Übertragungsnetzbetreiber – in dessen Regelzone das Kraftwerk liegt – eine Lösung zum wirtschaftlichen Weiterbetrieb gefunden werde. Hintergrund waren viel niedrigere Preise für Emissionszertikate im europäischen Emissionsrechtehandel als erwartet. Im November 2013 stufte die Bundesnetzagentur das Gasturbinenkraftwerk Darmstadt für 24 Monate als systemrelevant gemäß § 13 Abs. 1 Satz 6 EnWG (Energiewirtschaftsgesetz) ein. Im Jahr 2013 kam das Kraftwerk auf gerade einmal zehn Betriebsstunden. Seitdem war es nur weitere fünf Stunden in Betrieb (Stand März 2015). Das machte eine außerplanmäßige Abschreibung in Höhe von 26,5 Millionen Euro erforderlich.
Im April 2015 kündigte die Betreibergesellschaft Entega AG (damals HSE AG) an, das Kraftwerk zum 1. Mai 2016 stillzulegen. Die Stilllegung wurde aufgrund der Systemrelevanz des Kraftwerks vom Übertragungsnetzbetreiber Amprion zunächst für zwei Jahre verboten. Die Gasturbine war im Jahr 2015 nur etwa 20 Stunden im Betrieb gewesen (Stand April 2015). Im März 2019 wurde zuletzt die Stilllegung erneut beschlossen, dieses Mal zum 1. Mai 2020. Das Kraftwerk wird weiterhin als systemrelevant eingestuft.

## Technik
Das Kraftwerk verfügt über zwei Gasturbinen des Typs GE LM6000PF Sprint mit einer Bruttoleistung von jeweils 47,3 Megawatt (MW) und einem Bruttowirkungsgrad von 41 % (jeweils bei Normbedingungen mit einer Temperatur von 15 °C und einem Luftdruck von 1013 mbar). Die Gasturbinen wurden von Tognum  unter einer General-Electric-Lizenz hergestellt. Die Gasturbinen verfügen über jeweils 75 Drallbrenner und werden ausschließlich mit Erdgas befeuert. Neben den Turbinen lieferte Tognum auch Getriebe, Generatoren, Luftzuführsysteme sowie Steuerungs- und Regelungstechnik.
Der Anschluss an das Stromnetz erfolgt auf der 110-Kilovolt-Hochspannungsebene in das Netz von E-Netz Südhessen (ehemals Verteilnetzbetreiber (VNB) Rhein-Main-Neckar GmbH & Co. KG).
Das Kraftwerksgebäude ruht auf einer Pfahlgründung (127 Pfähle mit jeweils einem Durchmesser von 900 mm und einer Länge von bis zu 20 m). Das Schalthaus hat Abmessungen von 25,4 m × 25,6 m × 15,9 m und das Maschinenhaus 16,2 m × 27,8 m × 13,1 m (Länge × Breite × Höhe). Die Maschinenfundamente haben Abmessungen von etwa 18 m × 5 m × 4 m und haben eine Masse von 800 Tonnen pro Stück. Insgesamt wurden über 1000 Tonnen Stahl und etwa 12.000 Tonnen Beton verbaut.